# Vancouver (ancienne circonscription fédérale)
Pour les articles homonymes, voir Vancouver (homonymie).
Circonscription électorale fédérale du Canada
Vancouver est une ancienne circonscription électorale fédérale de la Colombie-Britannique, représentée de 1872 à 1904.
La circonscription de Vancouver est créée en 1872 d'une partie de la circonscription d'Île de Vancouver. Abolie en 1903, elle est redistribuée parmi Comox—Atlin et Nanaimo.
Le nom de la circonscription représente l'île de Vancouver sur laquelle se trouve Victoria, la capitale de la Colombie-Britannique, et non la ville contemporaine de Vancouver, qui était représentée par la circonscription de New Westminster. 

## Géographie
En 1872, la circonscription de Vancouver comprenait:
- La vaste majorité du territoire de l'île de Vancouver et les îles adjacentes composant l'ancienne colonie de l'Île de Vancouver

## Députés
| Législature                                              | Années    | Député        | Député                        | Parti                |
| Vancouver                                                | Vancouver | Vancouver     | Vancouver                     | Vancouver            |
| -------------------------------------------------------- | --------- | ------------- | ----------------------------- | -------------------- |
| 2e                                                       | 1872–1874 |               | Francis Hincks                | Libéral-conservateur |
| 3e                                                       | 1874–1878 |               | Arthur Bunster                | Libéral              |
| 4e                                                       | 1878–1882 |               | Arthur Bunster                | Libéral              |
| 5e                                                       | 1882–1887 |               | David William Gordon          | Libéral-conservateur |
| 6e                                                       | 1887–1891 |               | David William Gordon          | Libéral-conservateur |
| 7e                                                       | 1891–1893 |               | David William Gordon          | Libéral-conservateur |
| 7e                                                       | 1893-1896 | Andrew Haslam |                               | Libéral-conservateur |
| 8e                                                       | 1896–1900 |               | William Wallace Burns McInnes | Libéral              |
| 9e                                                       | 1900–1904 | Ralph Smith   |                               | Libéral              |
| Circonscription redistribuée dans Comox—Atlin et Nanaimo |           |               |                               |                      |